# Notocypraea
Genre
Synonymes
- sous-genre Cypraea (Notocypraea)
- Guttacypraea Iredale, 1935
- Thelxinovum Iredale, 1931[1]

Notocypraea est un genre de mollusques gastéropodes de la famille des Cypraeidae (les « porcelaines »). L'espèce-type est Notocypraea piperita.

## Liste d'espèces
Selon World Register of Marine Species (29 septembre 2017) :
- Notocypraea angustata (Gmelin, 1791)
- Notocypraea comptonii (Gray, 1847)
- Notocypraea declivis (G. B. Sowerby II, 1870)
- Notocypraea dissecta Iredale, 1931
- Notocypraea occidentalis Iredale, 1935
- Notocypraea piperita (Gray, 1825)
- Notocypraea pulicaria (Reeve, 1846)
- Notocypraea subcarnea (Beddome, 1897)